# Solothurn (kanton)
Solothurn (francouzsky Soleure, italsky Soletta, rétorománsky Soloturn) je kanton na severozápadě Švýcarska, pojmenovaný po svém hlavním městě, Solothurnu; nejlidnatějším městem je však Olten. Nachází se převážně v hornaté oblasti pohoří Jura. Jeho úředním jazykem je němčina.

## Geografie
Kanton se rozkládá v oblasti Švýcarské plošiny a pohoří Jura, mezi kantony Bern, Basilej-venkov, Aargau, Jura a francouzským Alsaskem. Protékají jím řeky Aara (jež tvoří i části hranice s kantonem Bern), Emme a Birs. Okraje kantonu sahají na severu až k Dornachu u Basileje, na jihu daleko do bernské oblasti a na východ téměř k Aarau. Kanton má celkem tři exklávy, z nichž Kleinlützel a Rodersdorf/Hofstetten-Flüh/Metzerlen-Mariastein/Bättwil hraničí s Francií (Alsasko), exkláva Steinhof je ohraničena kantonem Bern. Nejvyšším bodem kantonu je s 1445 metry Hasenmatt na hřebeni Jury nedaleko Selzachu. Dünnern je jediným významným vodním tokem s pramenem v Solothurnském Jurovi.

## Historie
Solothurn (Salodurum) byl původně římský vicus (vesnice). Do roku 1344 byl městským státem a poté se územně rozšířil.  V roce 1481 se připojil ke Staré konfederaci. V 16. století dosáhly dnešní hranice kantonů přibližně stejné úrovně. V 17. a 18. století převládala v Solothurnu šlechtická forma vlády.
Po pádu šlechty došlo v letech 1798–1830 k postupné demokratizaci a liberalizaci. V roce 1841 byly zrušeny všechny volební pravomoci města Solothurn. V roce 1848 se Solothurn připojil k nové spolkové ústavě. Přímá demokracie byla zavedena v roce 1869 a volební právo žen a všeobecné volební právo v roce 1971.

## Obyvatelstvo
K 31. prosinci 2021 žilo v kantonu Solothurn 280 245 obyvatel. Hustota zalidnění 355 obyvatel na km² je nad švýcarským průměrem (212 obyvatel na km²). Podíl cizinců (obyvatel přihlášených k trvalému pobytu, avšak bez švýcarského občanství) činil k 31. prosinci 2019 22,9 %, zatímco v celé zemi bylo registrováno 25,3 % cizinců. K 30. červnu 2021 činila míra nezaměstnanosti 2,8 %, tedy stejně jako na spolkové úrovni.
| Vývoj počtu obyvatel | Vývoj počtu obyvatel | Vývoj počtu obyvatel | Vývoj počtu obyvatel | Vývoj počtu obyvatel | Vývoj počtu obyvatel | Vývoj počtu obyvatel | Vývoj počtu obyvatel | Vývoj počtu obyvatel | Vývoj počtu obyvatel | Vývoj počtu obyvatel | Vývoj počtu obyvatel | Vývoj počtu obyvatel | Vývoj počtu obyvatel | Vývoj počtu obyvatel | Vývoj počtu obyvatel | Vývoj počtu obyvatel | Vývoj počtu obyvatel | Vývoj počtu obyvatel | Vývoj počtu obyvatel |
| -------------------- | -------------------- | -------------------- | -------------------- | -------------------- | -------------------- | -------------------- | -------------------- | -------------------- | -------------------- | -------------------- | -------------------- | -------------------- | -------------------- | -------------------- | -------------------- | -------------------- | -------------------- | -------------------- | -------------------- |
| Rok                  | 1850                 | 1860                 | 1870                 | 1880                 | 1888                 | 1900                 | 1910                 | 1920                 | 1930                 | 1941                 | 1950                 | 1960                 | 1970                 | 1980                 | 1990                 | 2000                 | 2010                 | 2020                 |                      |
| Počet obyvatel       | 69 674               | 69 263               | 74 608               | 80 362               | 85 621               | 100 762              | 117 040              | 130 617              | 144 198              | 154 944              | 170 508              | 200 816              | 224 133              | 218 102              | 226 655              | 244 015              | 254 758              | 277 462              |                      |

### Jazyky
Úředním jazykem v kantonu Solothurn je němčina.
V roce 2019 uvedlo 87,1 % obyvatel jako svůj hlavní jazyk právě němčinu, 4,8 % italštinu a 2,9 % francouzštinu. Angličtinu jako hlavní jazyk uvedlo 4,3 % respondentů a byla tak třetím nejzastoupenějším jazykem.

### Náboženství
K 31. prosinci 2020 byla z denominací uznaných v kantonu Solothurn nejpočetnější římskokatolická církev s 82 188 členy (29,5 %), na druhém místě byla evangelická reformovaná církev s 54 234 členy (19,5 %). Křesťansko-katolická církev má 1 170 členů (0,4 %). Většina obyvatel, 50,6 %, se hlásí k jinému náboženství nebo je bez vyznání. V předchozím roce se ke katolické církvi hlásilo 84 374 členů (30,5 %), k evangelické reformované církvi 55 829 členů (20,2 %), ke křesťanskokatolické církvi 1 198 členů (0,4 %) a 48,9 % obyvatel bylo bez vyznání nebo mělo jiné náboženství.

## Politika
Ústava kantonu Solothurn pochází z roku 1986 (s pozdějšími změnami).
Změny ústavy podléhají povinnému referendu. Od roku 1998 podléhají změny zákona povinnému referendu pouze v případě, že o to požádá 1 500 oprávněných voličů nebo pět obcí; pokud je však podíl hlasů proti návrhu v kantonální radě vyšší než jedna třetina, povinné referendum se stále uplatňuje. Kromě toho může 3000 oprávněných voličů navrhnout změnu ústavy nebo zákona nebo přijetí nového ustanovení (lidová iniciativa); o tom, zda má být takový návrh přijat, se rozhoduje v referendu. Od roku 2005 má také kvorum 3 000 podpisů právo požadovat požadovanou podobu globálního rozpočtu v referendu. Kromě toho může 100 oprávněných voličů předložit parlamentu tzv. lidový návrh.

### Legislativa
Zákonodárným orgánem, parlamentem, je Kantonální rada (německy Kantonsrat) se 100 členy (do roku 2005 měla 144 členů). Je volen občany na čtyřleté funkční období. Volebními obvody jsou správní obvody (do roku 2005 okresy). Občané mají právo předčasně odvolat kantonální radu prostřednictvím referenda; petici za tímto účelem musí předložit 6 000 oprávněných voličů.

### Vláda
Nejvyšším výkonným orgánem je Vládní rada (německy Regierungsrat). Skládá se z pěti členů, kteří jsou voleni občany většinovým hlasováním na čtyřleté funkční období. Předsednickou funkci zastává Landammann, který je každoročně volen vládní radou z řad jejích členů. Občané mají právo předčasně odvolat vládní radu prostřednictvím referenda; petici za tímto účelem musí předložit 6 000 oprávněných voličů.

### Soudnictví
Soudní pravomoci vykonávají v prvním stupni okresní soudy a soudy pro mladistvé nebo v jednodušších případech jejich předsedové. Druhou instancí je Vyšší soud kantonu Solothurn, který se dělí na občanskoprávní senát, trestní senát, exekuční a konkurzní senát a odvolací senát. Vazební soud nařizuje předběžnou a zajišťovací vazbu a rozhoduje o donucovacích opatřeních.
Před smírčími soudy stojí smírčí soudci na komunální úrovni, kteří působí jako rozhodčí orgány v občanských věcech. Dalšími rozhodčími orgány jsou kantonální rozhodčí orgán pro rovnost žen a mužů a rozhodčí orgány pro nájmy a pronájmy zřízené pro jednotlivé okresy.
Správní soudnictví vykonává správní soud, daňový soud a soud pro pojišťovnictví (sociální zabezpečení), které administrativně spadají pod Nejvyšší soud. Kromě toho existují zvláštní soudy, jako je kantonální oceňovací komise.

### Správní členění

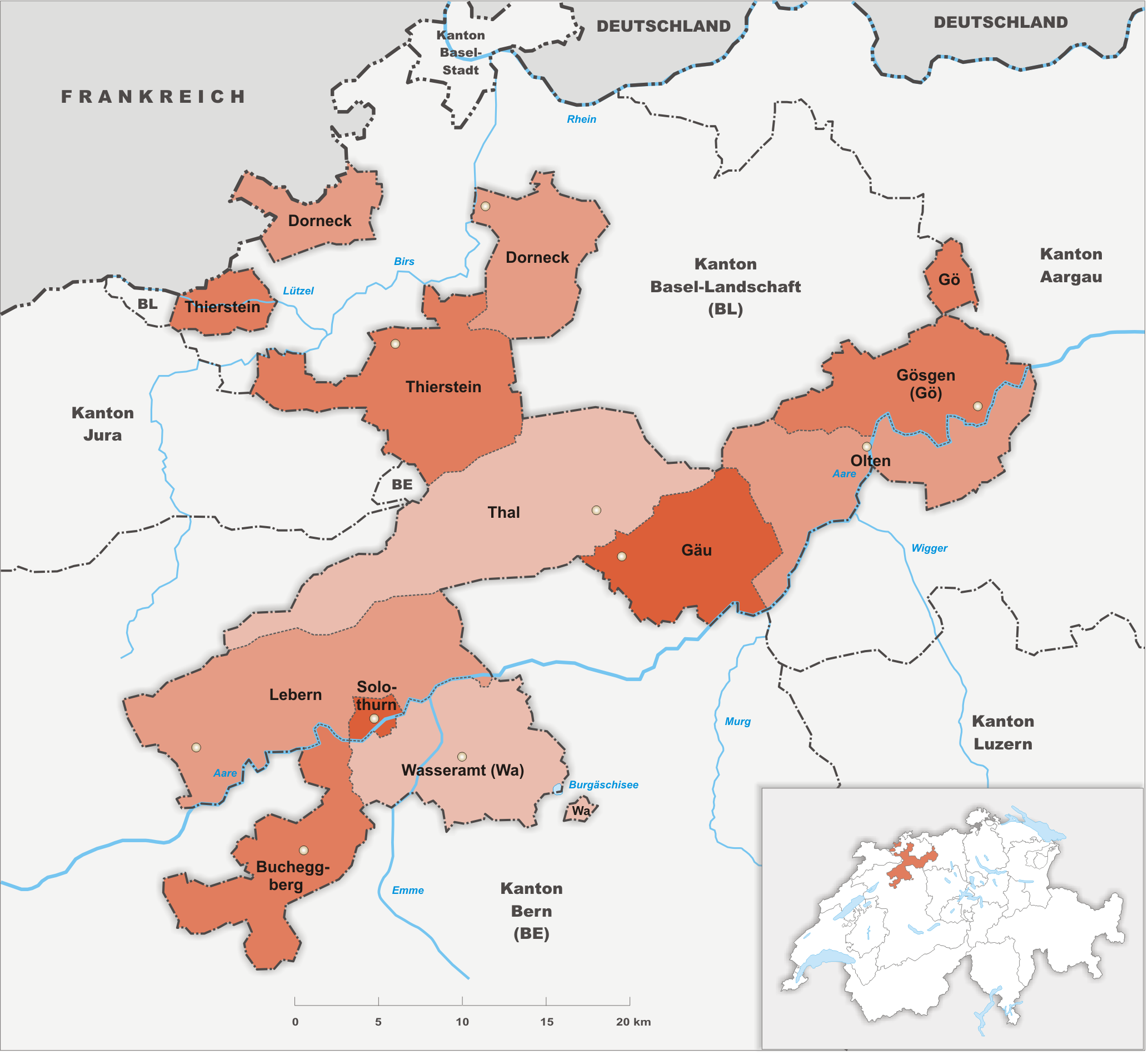
Mapa okresů kantonu Solothurn

Kanton Solothurn se dělí na deset okresů: 
- Bucheggberg (venkov, v blízkosti kantonu Bern)
- Dorneck (součást basilejské aglomerace)
- Gäu (mnoho logistických firem na dálnicích A1 a A2)
- Gösgen (na hranici s kantony Aargau a Basilej-venkov)
- Lebern (město Grenchen a okolí, část okolí města Solothurn a některé venkovské obce v pohoří Jura)
- Olten (město Olten a okolí)
- Solothurn (výhradně město Solothurn)
- Thal (venkovské katolické údolí Jury)
- Thierstein (část Schwarzbubenlandu v oblasti Basileje)
- Wasseramt (průmyslové lokality i venkovské obce)

Kanton Solothurn se dělí na pět správních obvodů (Amtei), z nichž každý se skládá ze dvou okresů. Správní obvody jsou decentralizované správní jednotky kantonální správy (např. úřední registry, úřady, regionální daňové správy) a soudní organizace a jako takové nemají žádnou vnitřní autonomii. Spolu s okresním soudem jsou správní obvody zároveň nejmenším stupněm soudní pravomoci v kantonu. Každý správní obvod se dělí na dva okresy, které dříve fungovaly jako volební obvody. Od sloučení volebních obvodů na úroveň správních obvodů, které vstoupilo v platnost v roce 2005, se okresy používají pouze pro statistické účely.

#### Obce

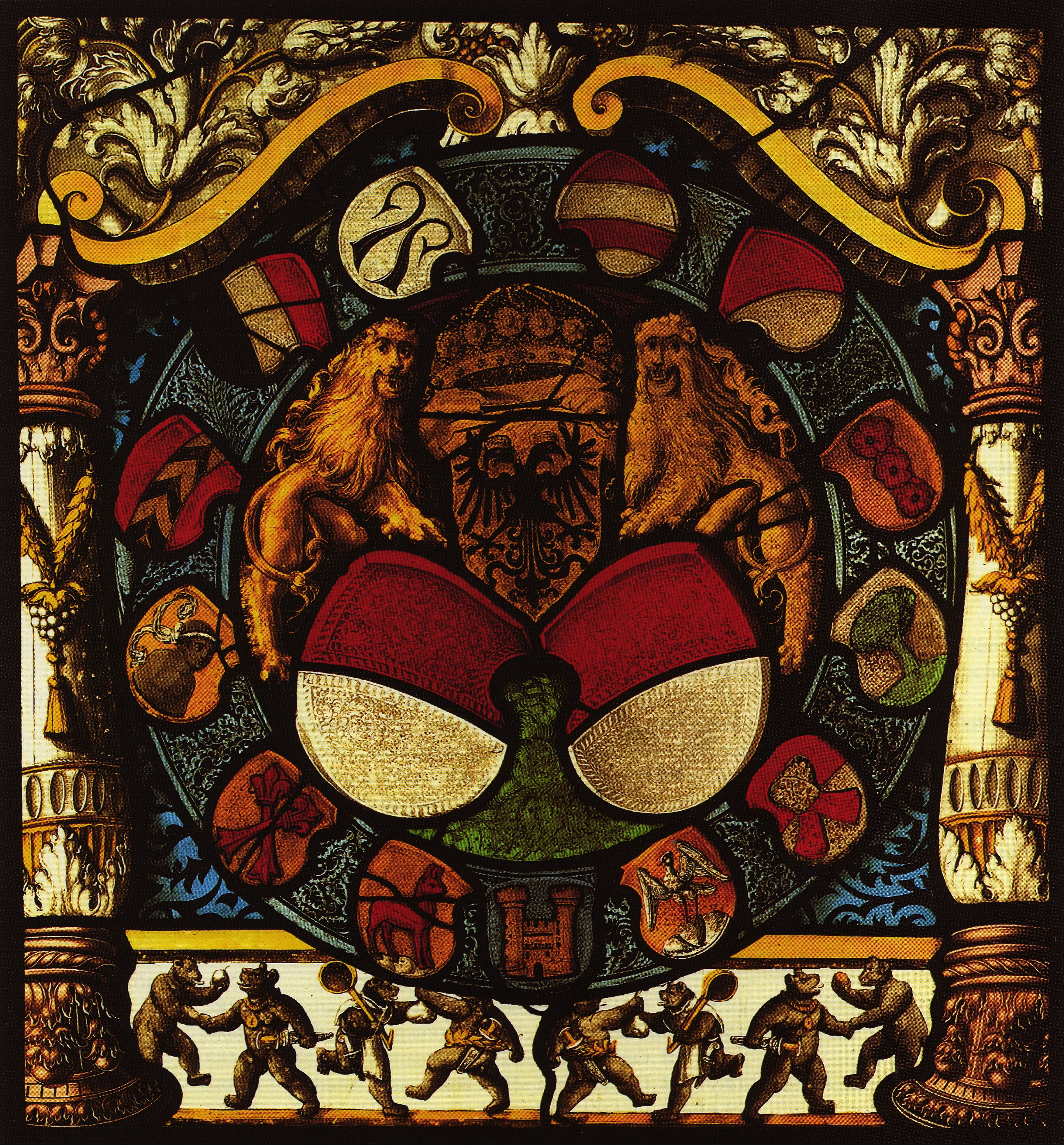
Deska se znaky kantonu z 16. století

Kanton Solothurn tvoří k 1. lednu 2024 106 politických obcí. Níže jsou uvedeny obce s více než 5000 obyvateli k 31. prosinci 2020:
| Obec                     | Počet obyvatel (31.12.2020) |
| ------------------------ | --------------------------- |
| Olten                    | 18 496                      |
| Grenchen                 | 17 577                      |
| Solothurn (hlavní město) | 16 802                      |
| Biberist                 | 9109                        |
| Zuchwil                  | 9068                        |
| Dornach                  | 6882                        |
| Derendingen              | 6592                        |
| Trimbach                 | 6562                        |
| Oensingen                | 6276                        |
| Balsthal                 | 6210                        |
| Gerlafingen              | 5502                        |
| Bellach                  | 5297                        |
| Wangen bei Olten         | 5239                        |
| Hägendorf                | 5177                        |
| Dulliken                 | 5083                        |

V letech 2009–2010 město Solothurn předstihlo Grenchen, který byl dlouho na druhém místě, a rostlo rychleji než Olten. Hlavní město je proto v současnosti pólem růstu kantonu. Největší rozlohu má obec Mümliswil-Ramiswil v Solothurnském Jurovi.

## Hospodářství

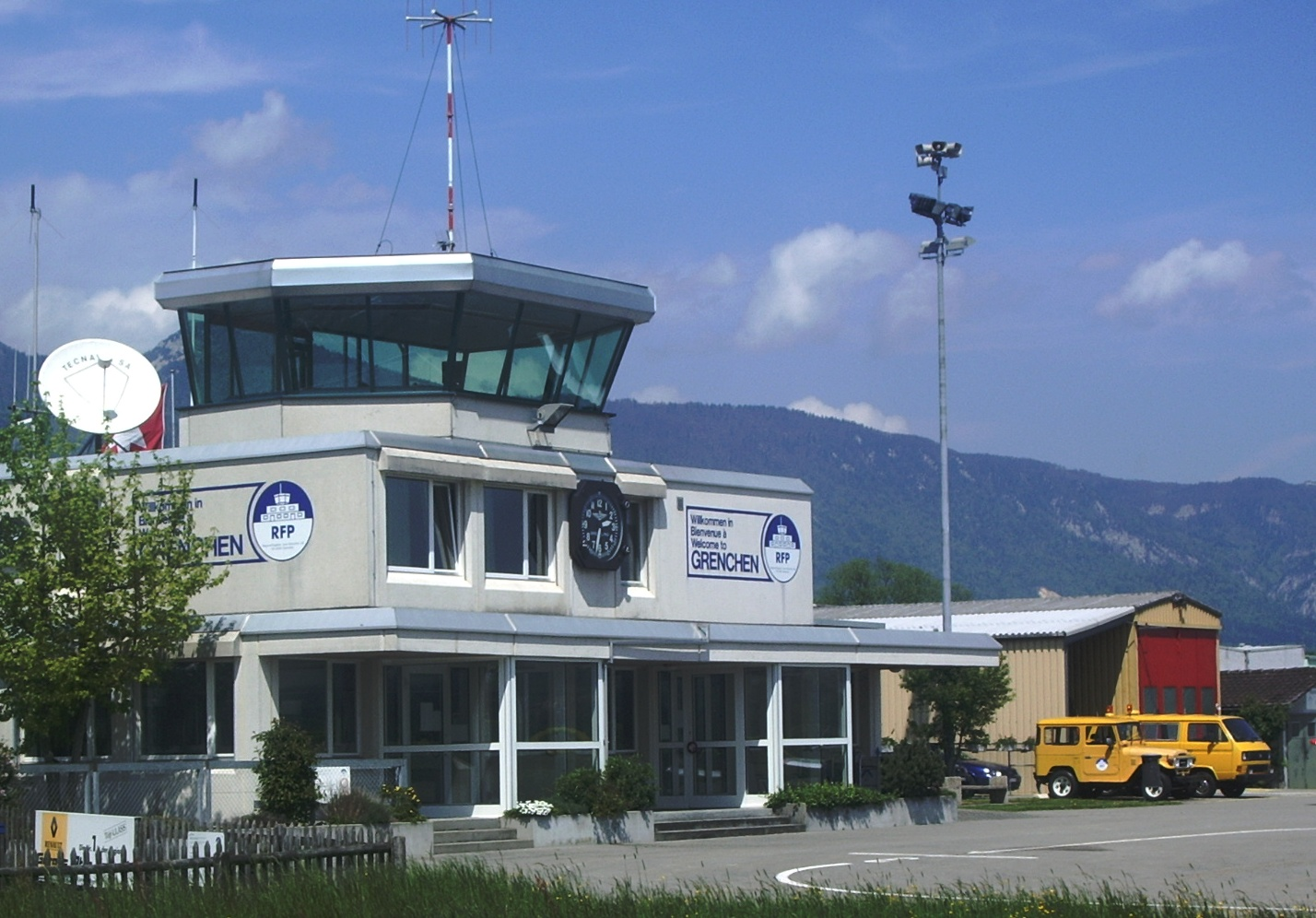
Letiště v Grenchenu

V roce 2018 činil hrubý domácí produkt (HDP) na obyvatele 68 640 švýcarských franků. V roce 2012 bylo v kantonu Solothurn napočítáno 136 229 zaměstnanců, z toho 4 458 v primárním (prvovýroba), 39 636 v sekundárním (průmysl) a 92 135 v terciárním sektoru (služby). V roce 2012 bylo v kantonu napočítáno 17 817 pracovních míst (z toho 1 599 v primárním sektoru, 3 154 v sekundárním sektoru a 13 064 v terciárním sektoru).
Díky výhodné poloze se v oblasti Oltenu usídlilo mnoho dopravních a logistických společností, včetně balíkového centra Švýcarské pošty a poštovního centra v Härkingenu a distribučního centra společnosti Migros v Neuendorfu SO. V regionu Grenchen a Solothurn působí výrobci světoznámých hodinářských značek (včetně společnosti Eta AG, výrobce hodinek Swatch, nebo firmy Breitling), přesné mechaniky, lékařské techniky, strojírenství a přístrojového inženýrství a papírenského a ocelářského průmyslu. Schwarzbubenland na severu je orientován na Basilej a kromě společností von Roll-Isola a Swissmetal zde působí i některé farmaceutické a inovativní plastikářské firmy.
Zemědělství má v kantonu Solothurn pouze okrajovou roli, a to zejména díky značně zvlněnému povrchu. Daří se spíše pěstování méně náročných plodin a chovu hospodářských zvířat. V roce 2020 obhospodařovalo 16,7 % zemědělské půdy kantonu ekologicky 180 zemědělských podniků.

## Doprava

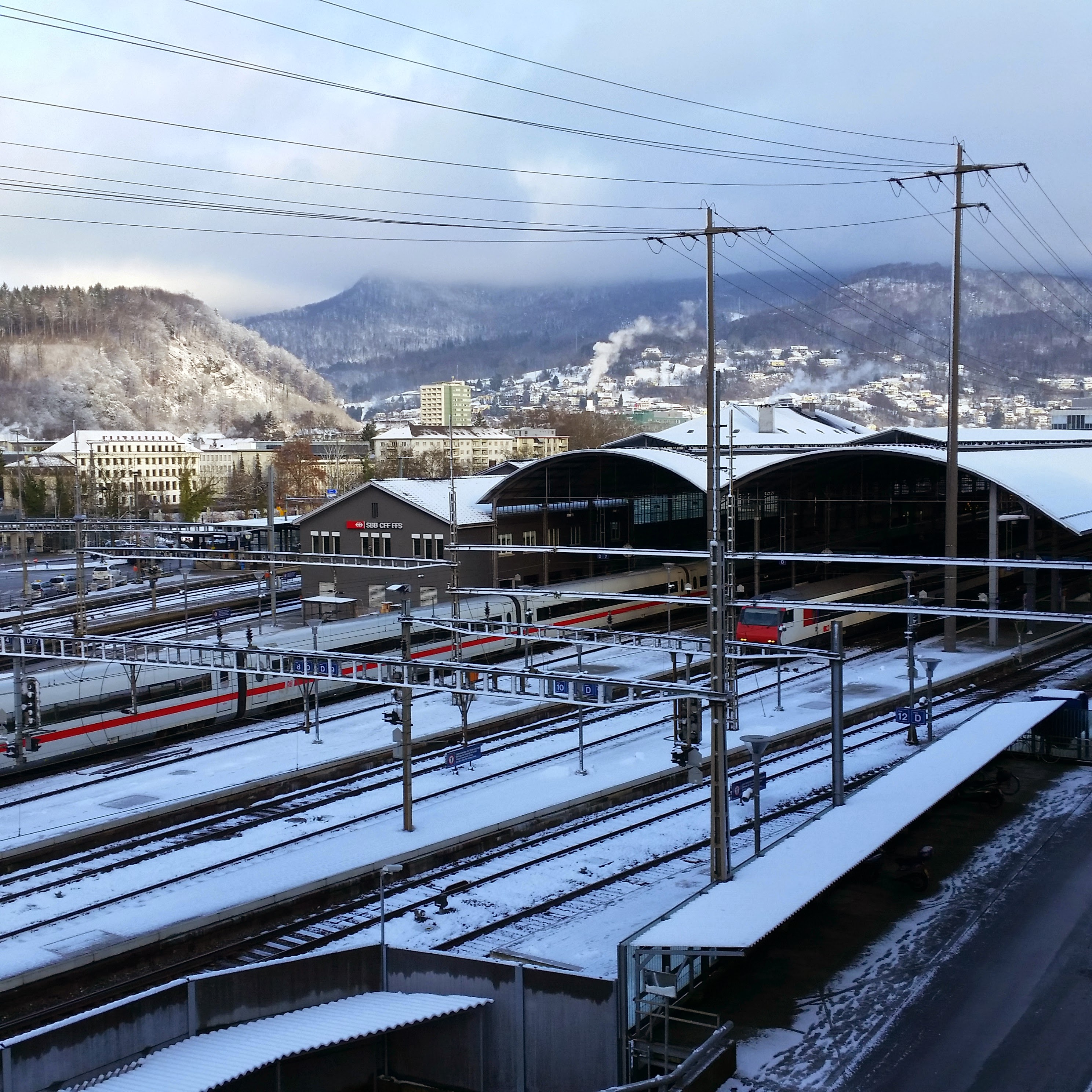
Železniční stanice Olten, jeden z hlavních dopravních uzlů Švýcarska

Část kantonu severně od Jury, Schwarzbubenland, je přímo spojena se zbytkem kantonu pouze průsmykem Passwang. První skutečná silnice přes Passwang pochází teprve z roku 1730, vrcholový tunel byl vybudován na počátku 20. století.
Olten je důležitý železniční uzel, křižovatka švýcarských hlavních tratí Basilej – Bern – Lötschberg, Basilej – Lucern – Gotthard, Curych – Biel/Bienne – Neuchâtel – Ženeva a Curych – Bern – Ženeva. Kromě tunelu Hauenstein u Oltenu procházejí Jurou po železnici také tunel Grenchenberg a tunel Weissenstein, které provozuje společnost BLS AG.
Jihozápadně od Oltenu se nachází dálniční křižovatka Härkingen, kde se setkávají dálnice A1 Curych–Bern a A2 Basilej–Lucern a společně opouštějí území kantonu směrem ke křižovatce Wiggertal v kantonu Aargau. Tunel Belchen u Hägendorfu je nejdůležitějším solothurnským automobilovým tunelem přes Juru.
V roce 2020 byla míra automobilizace (počet osobních automobilů na 1 000 obyvatel) 583.
V Grenchenu se nachází malé letiště, sponzorované společností Breitling, která má zde své sídlo.

## Galerie

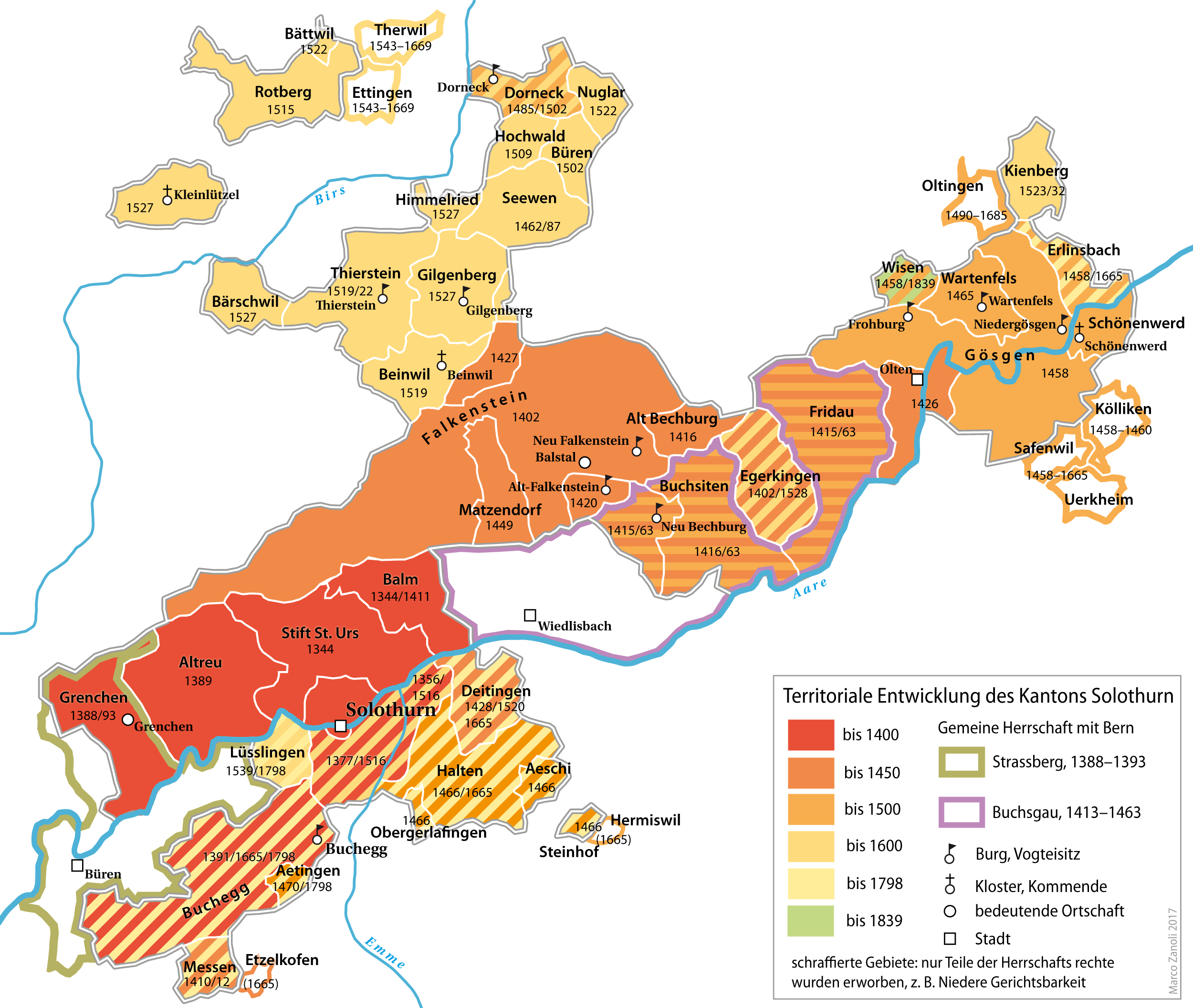
Územní vývoj městského státu a pozdějšího kantonu Solothurnu